# Том кха
Суп Том кха (том кха кай); тайский кокосовый суп; тайск. ต้มข่าไก่, произносится [tôm kʰàː kàj]) — блюдо тайской кухни: острый куриный суп с кокосовым молоком.
Том = варить,
Кха = корень галанган Alpinia galanga,
Кай = курица. 
Впервые рецепт супа том кха был включён в состав кулинарной книги в 1890 году, однако сам суп, вероятно, гораздо старше. Согласно этому рецепту суп, готовился из утки, которая позже была заменена на менее жирную и более доступную курицу. 
На сегодняшний день суп том кха подаётся во многих тайских и паназиатских ресторанах по всему миру, наряду с супом том ям, от которого он отличается, в первую очередь, добавлением кокосового молока, которое придает ему более мягкий вкус и кремовую текстуру.